# Francisco Javier Cano Leal
Francisco Javier Cano Leal   (San Fernando, 21 de juny de 1964) és un polític  espanyol. Va ser diputat de  Ciutadans al Congrés dels Diputats durant la XI legislatura d'Espanya.
És llicenciat en Dret per la Universitat de Cadis i doctorand en Dret Administratiu. Després d'aprovar les oposicions a 1991, Cano es va incorporar com a funcionari exercint de lletrat a la Diputació Provincial de Cadis.
La carrera política de Cano va començar al partit independent Ciudadanos por San Fernando, un partit polític local amb el qual va aconseguir ser regidor al Ajuntament de San Fernando a les eleccions municipals de 2011.
Anys després, Cano va abandonar la formació independent per afiliar-se a l'agrupació de Cadis de Ciutadans i, en 2015, va concórrer a les eleccions municipals com a candidat a l'alcaldia de San Fernando per la formació taronja, després de les quals va ser elegit regidor. En juliol de 2015, Cano va concórrer a les primàries de la província per ser el candidat gadità del partit de Albert Rivera a Congrés dels Diputats, resultant elegit.
Després de les eleccions del 20 de desembre de 2015, va ser triat diputat, va ser el portaveu de Ciutadans en la Comissió Mixta de Relacions amb el Defensor del Poble, tornà a ser escollit diputat en les eleccions d'abril de 2019 però no en les de novembre del mateix any.